# US Quevilly-Rouen
Union sportive Quevilly-Rouen Métropole nebo zkráceně USQRM je francouzský fotbalový klub, který vznikl 20. dubna 2015 sloučením US Quevilly a FC Rouen 1899. Domácí zápasy hraje na stadionu Stade Robert-Diochon v normandském městě Le Petit-Quevilly. V sezóně 2016/17 hraje Championnat National (třetí nejvyšší francouzskou soutěž). Klubové bravy jsou žlutá a červená. Klub navázal na historii US Quevilly, rezerva Rouenu hraje dál pod původním názvem v Division d'Honneur (šestá nejvyšší soutěž).

## FC Rouen
FC Rouen byl založen roku 1899, byl známý pod přezdívkou Les Diables Rouges (Rudí ďáblové). V letech 1933 až 1995 měl klub profesionální status. Ve francouzské nejvyšší soutěži odehrál devatenáct sezón, poprvé 1936/37 a naposledy 1984/85. Nejlepším umístěním bylo čtvrté místo v letech 1937, 1938, 1961 a 1969, klub figuruje na 29. místě historické tabulky. V roce 1925 hrál Rouen finále poháru. Klub také vyhrál válečnou ligu v letech 1940 a 1945, Francouzská fotbalová federace však tuto soutěž neuznává jako oficiální. Ve francouzské reprezentaci se před válkou objevili hráči Rouenu Jean Nicolas a Roger Rio. Na mezinárodní scéně bylo největším úspěchem semifinále Rappanova poháru 1963/64, kde nestačili na hráče Slovnaftu Bratislava. Rouen hrál také Veletržní pohár 1969/1970, kde po vyřazení FC Twente a R. Charleroi SC vypadl s pozdějším vítězem Arsenalem.

## US Quevilly
US Quevilly (také US Quevillaise) vzniklo v roce 1902. Nikdy nehrálo nejvyšší soutěž (jen v letech 1971 až 1973 se na dvě sezóny objevilo v Ligue 2), čtyřikrát se stalo amatérským mistrem Francie: 1954, 1955, 1958 a 1967. Na malý venkovský klub dosáhlo překvapivých úspěchů v pohárové soutěži: v letech 1927 a 2012 hrálo finále, v letech 1968 a 2010 bylo semifinalistou. Juniorka Quevilly vyhrála v roce 1967 Coupe Gambardella. Michel Delafosse reprezentoval Francii na olympiádě 1968.